# أزمة أسهم المصارف الإسرائيلية 1983
أزمة أسهم المصارف هي أزمة مالية حدثت في إسرائيل عام 1983، إذ انهارت خلالها أسهم أكبر أربعة مصارف في إسرائيل. في فترات سابقة من ضعف أسعار الأسهم، اشترت البنوك أسهمها الخاصة، ما أدى إلى ظهور الطلب المستمر على الأسهم، ودعم قيمها بنحو مصطنع. وبحلول أكتوبر 1983، لم يعد لدى المصارف رأس المال لإعادة شراء الأسهم ودعم الأسعار. انهارت أسعار أسهم البنوك. أغلقت بورصة تل أبيب مدة ثمانية عشر يومًا بدءًا من 6 أكتوبر 1983، ونتيجة لذلك، جرى تأميم هذه البنوك من قبل الدولة.

## التاريخ
خلال السبعينيات، بدأ بنك هابوعاليم ومديره المهيمن ياكوف ليفنسون في محاولة السيطرة على سعر سهم البنك في بورصة تل أبيب. وتحقيقًا لهذه الغاية، أوصوا عملائهم بالاستثمار في أسهم المصرف من طريق الاحتيال في تقديم ضمانات بأن أسعار الأسهم في المصارف سترتفع إلى أجل غير مسمى. سمحت هذه الاستثمارات للبنك بزيادة رأسماله المتاح للاستثمارات والقروض... كما قدم البنك قروضا سخية للسماح للعملاء بمواصلة استثماراتهم، والاستفادة أيضًا من الفائدة.
وانضمت مصارف أخرى إلى هذه الممارسة، التي تسمى التعديلات. وفي نهاية المطاف تلاعبت جميع البنوك الكبرى بسعر أسهمها بهذه الطريقة، ومن بينها بنك يومي، وبنك ديسكونت، وبنك إيغود، وبنك هاميزراشي، وبنك كلالي (البنك العام، الذي أصبح الآن البنك يو). البنك البارز الوحيد الذي لم ينضم إلى جنون التعديلات، كان البنك الدولي الأول لإسرائيل (FIBI).
وأجرِيت التعديلات باستخدام شركات أخرى، فمثلًا، استخدم مصرف ليومي (الشركة الائتمانية اليهودية الاستعمارية والتنمية). وجاء تمويل هذه الإجراءات من قروض مقدمة من صناديق المعاشات التقاعدية التابعة للمصرف ومن مصادر مماثلة. وأحيانًا تمارس البنوك عمليات الشراء المتبادل، إذ يبيع أحد البنوك أسهمه إلى بنك ثان، ويشتري أسهم البنك الثاني بمبلغ مماثل.
وبضغط من لجنة الأوراق المالية والبورصة الإسرائيلية، أبلغت المصارف عن التسويات في تقاريرها، ولكن هذه التقارير كانت جزئية ومضللة، بل وزائفة أحيانًا، وقد تصرفت المصارف تجاه عملائها بطريقة وصفتها لجنة بيجسكي فيما بعد بأنها تستند إلى مصالحها الخاصة، متجاهلة مصالح العملاء.
وقد أمكن إدخال التعديلات، إلى حد كبير، على هيكل ملكية المصارف. كان بنك هابوليم تحت سيطرة شركة العمال التابعة لنقابة العمال هيستادروت (هيفرات هاوفديم)، وبنك ليومي تحت سيطرة الصندوق الاستعماري اليهودي. ولم يكن لدى منظمة هابويل هايزراتشي أي من أسهم بنك هايزراتشي العادية تقريبًا، ولكن كل أسهمها المسيطرة. وكان ممثلو الملاك عادة أعضاء في الأحزاب السياسية الحاكمة (وخاصة حزب التحالف، والحزب الديني الوطني، أو المقربين منهم). وكان مديرو المصارف يديرون المصارف للمالكين، الذين لم يفهموا سوى القليل من الأعمال المصرفية، ولم يشاركوا في هذه الإجراءات. وكان المصرف الرئيسي الرابع الذي انضم إلى هذه الممارسة، وهو مصرف الخصم، مختلفًا من ناحية أن الإدارة والرقابة لم يتنازلا عن المديرين الخارجيين. وأسهم أيضًا في إمكانية التعديل هيكل رأس المال في السوق الإسرائيلية. وخلال السنوات التي تلت إنشاء دولة إسرائيل، استخدمت الحكومات المصارف قناةً لشراء رأس المال، وأصدرت تعليماتها بشأن كيفية استثمار أموالها. وقد أتاح هذا المستوى من الرقابة، مقترنًا بالسيطرة على أسعار الفائدة، للحكومة «طباعة الأموال» بفعالية، من طريق دفع البنوك إلى شراء السندات الحكومية. وإضافةً إلى ذلك، افترضت البنوك عادة أنه نظرًا إلى أن استثماراتها وقروضها في الجهات الفاعلة الرئيسية في السوق الإسرائيلية، مثل الكيبوتزيم، كانت وفقًا لرغبات الحكومة، فإن الحكومة سوف تضمن هذه القروض.
ولهذه الأسباب، استخدمت المصارف التعديلات لإصدار المزيد والمزيد من المخزونات، إلى أن مثلت المخزونات المصرفية، خلال الثمانينات، أكثر من 90% جميع الأسهم الصادرة في سوق الأوراق المالية. واستخدموا بذلك رأس المال الذي اكتسبوه لتقديم القروض والاستثمارات. كما نمت البنوك بنحو مطرد، إذ بنيت مئات الفروع الجديدة واستأجرت آلاف الموظفين الجدد.